# Pré-carga

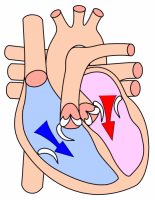
Coração humano durante a diástole ventricular.

Na fisiologia cardíaca, a pré-carga é a intensidade de estiramento do sarcômero das células musculares cardíacas (cardiomiócitos), no final do enchimento ventricular durante a diástole. Em outras palavras, é a pressão exercida pelo volume de sangue sobre a parede do ventrículo. A pré-carga está diretamente relacionada ao enchimento ventricular, à medida em que o ventrículo relaxado se enche durante a diástole, as paredes se esticam e o comprimento dos sarcômeros aumenta. A pré-carga é um dos 3 fatores intrínsecos que controlam o volume sistólico, juntamente com a pós-carga e a contratilidade do tecido cardíaco.
O comprimento do sarcômero pode ser aproximado pelo volume do ventrículo porque cada forma possui uma razão conservada de superfície para volume. Esse fato é relevante para a clínica, pois medir o comprimento do sarcômero é destrutivo para o tecido cardíaco e atualmente, não é possível medir diretamente a pré-carga no coração em batimento de um animal vivo. A pré-carga pode apenas ser estimada a partir da pressão ventricular diastólica final e é medida em milímetros de mercúrio (mmHg).

## Estimação da pré-carga
Embora não seja exatamente equivalente à definição estrita de pré-carga, o volume diastólico final é mais adequado para a clínica. É relativamente simples estimar o volume de um ventrículo esquerdo saudável e cheio visualizando a seção transversal 2D com ultrassom cardíaco. Esta técnica é menos útil para estimar a pré-carga do ventrículo direito porque é difícil calcular o volume em uma câmara assimétrica. Em casos de frequência cardíaca rápida, pode ser difícil capturar o momento de enchimento máximo no final da diástole, o que significa que o volume pode ser difícil de medir em crianças ou durante a taquicardia.
Uma alternativa para estimar o volume diastólico final do coração é medir a pressão diastólica final. Isso é possível porque pressão e volume estão relacionados entre si de acordo com a lei de Boyle (simplificada):
{\displaystyle P\propto {\frac {1}{V}}}
A pressão diastólica final do ventrículo direito pode ser medida diretamente com um cateter de Swan-Ganz. Para o ventrículo esquerdo, a pressão diastólica final é mais comumente estimada pela pressão de oclusão da artéria pulmonar, que é aproximadamente igual à pressão no átrio esquerdo quando os pulmões estão saudáveis. Quando o coração está saudável, a pressão diastólica no átrio esquerdo e no ventrículo esquerdo são iguais. Quando tanto o coração quanto os pulmões estão saudáveis, a pressão de oclusão da artéria pulmonar é igual à pressão diastólica do ventrículo esquerdo e pode ser usada como um substituto para a pré-carga.  A pressão de oclusão da artéria pulmonar superestimará a pressão do ventrículo esquerdo em pessoas com estenose da válvula mitral, hipertensão pulmonar e outras condições cardíacas e pulmonares.
A estimativa da pré-carga também pode ser imprecisa em ventrículos cronicamente dilatados porque novos sarcômeros adicionais fazem o ventrículo relaxado parecer aumentado.

## Fatores associados à pré-carga
A pré-carga é afetada pela pressão sanguínea venosa e pela taxa de retorno venoso. Estes são afetados pelo tônus venoso e pelo volume de sangue circulante. A pré-carga está relacionada ao volume diastólico final ventricular; um volume diastólico final mais alto implica uma pré-carga mais alta. No entanto, a relação não é simples devido à restrição do termo pré-carga a miócitos únicos. A pré-carga ainda pode ser aproximada pela medição ecocardiográfica econômica do volume diastólico final.
A pré-carga aumenta com o exercício (ligeiramente), aumento do volume sanguíneo (como no edema, transfusão sanguínea excessiva (supertransfusão), policitemia) e atividade neuroendócrina (tônus simpático).
A pré-carga também é afetada por duas "bombas" principais do corpo:
- Bomba respiratória - A pressão intrapleural diminui durante a inspiração e a pressão abdominal aumenta, comprimindo as veias abdominais locais, permitindo que as veias torácicas se expandam e aumentem o fluxo sanguíneo em direção ao átrio direito.
- Bomba muscular esquelética - Nas veias profundas das pernas, os músculos circundantes comprimem as veias e bombeiam o sangue de volta para o coração. Isso ocorre principalmente nas pernas. Uma vez que o sangue flui além das válvulas, não pode fluir para trás e, portanto, o sangue é "ordenhado" em direção ao coração.